# Virgínia Nowicki
Virginia Nowicki (São Paulo, 4 de fevereiro de 1967) é uma modelo, atriz e apresentadora brasileira. Descendente de poloneses, ganhou fama por sua atuação como garota-propaganda das Lojas Marisa, tendo feito outros trabalhos como apresentadora e atriz ao longo da década de 1990. Em 2013, após ficar mais de uma década fora da atuação, esteve no elenco da novela Chiquititas.

## Carreira
Começou sua carreira aos 14 anos, fazendo comerciais de televisão para o McDonald's. Depois, estrelou outras propagandas até se tornar o rosto dos comerciais das Lojas Marisa.
Um de seus primeiros trabalhos em emissoras de televisão foi no carnaval de 1990, quando aceitou um convite para apresentar um desfile de fantasias pela Rede Manchete. Ainda em 1990, ganhou o seu primeiro papel de protagonista ao estrelar o seriado Alô Doçura, no SBT, ao lado de César Filho.
Apresentou programas de prêmios e clipes musicais ao lado de Emílio Surita na Rede Bandeirantes no início dos anos 1990. Em 1991, voltou para o SBT, no qual apresentou o programa musical Musidisc, lançado à época do 10.º aniversário da emissora.
Finalizado o contrato com o SBT, passou a ser testada na Globo para ser uma das entrevistadoras do Você Decide, em 1992. Ficou nessa função até 1994, quando a emissora fez uma reformulação do programa. Em 1995, foi transferida para o Vídeo Show, onde foi uma das repórteres.
Em 1998, esteve na Rede Manchete onde apresentou, com Sérgio Mallandro, o Domingo Total. No mesmo ano, apresentou o Fala Brasil e depois apresentou o programa Zapping, uma espécie de Vídeo Show da RecordTV. Na década de 2000 ficou em terceiro lugar do programa Bailando por um Sonho do SBT, em seguida apresentou o Arte Brasil na RedeTV!.

## Filmografia
| Ano       | Nome                        | Função/Papel        | Nota                      | Emissora      |
| --------- | --------------------------- | ------------------- | ------------------------- | ------------- |
| 1990      | Alô Doçura                  | Vivian              |                           | SBT           |
| 1991      | Musidisc                    | Apresentadora       |                           | SBT           |
| 1994      | Vídeo Show                  | Repórter            |                           | Rede Globo    |
| 1995      | Você Decide                 | Repórter            |                           | Rede Globo    |
| 1995      | Decadência                  | Vilma Luchesi       |                           | Rede Globo    |
| 1996      | Vira Lata                   | Sílvia              |                           | Rede Globo    |
| 1997      | Caça Talentos               | Dalila              | Episódio: "Telepechincha" | Rede Globo    |
| 1998      | Domingo Total               | Apresentadora       |                           | Rede Manchete |
| 1998      | Fala Brasil                 | Apresentadora       |                           | Rede Record   |
| 1998      | A História de Ester         | Marília             |                           | Rede Record   |
| 1999-2000 | Zapping                     | Apresentadora       |                           | Rede Record   |
| 2001      | Roda da Vida                | Solange             |                           | Rede Record   |
| 2004      | Linha Direta                | Lucy (2 episódios)  |                           | Rede Globo    |
| 2007-2009 | Sobre Formigas e Gafanhotos | Apresentadora       |                           | Ideal TV      |
| 2013-2015 | Chiquititas                 | Eduarda Bittencourt |                           | SBT           |

## Teatro
| Título             |
| ------------------ |
| As Cinzas de Mamãe |
| O Vento Não Levou  |
| Domus Plastic      |
| Meu Primo Walter   |